# Bryan Lasme
Bryan Lasme (ur. 14 listopada 1998 w Montauban) – francuski piłkarz iworyjskiego pochodzenia występujący na pozycji napastnika w niemieckim klubie Arminia Bielefeld. Wychowanek Montauban FCTG, w trakcie swojej kariery grał także w takich zespołach, jak Sochaux oraz Cholet. Młodzieżowy reprezentant Francji.